# Ardisia magdalenae
Ardisia magdalenae är en viveväxtart som beskrevs av Henri Stehlé. Ardisia magdalenae ingår i släktet Ardisia och familjen viveväxter. Inga underarter finns listade i Catalogue of Life.